# قرنايل
قرنايل هي إحدى القرى اللبنانية من قرى قضاء بعبدا في محافظة جبل لبنان. سكان القرية هم من الطائفة الدرزيَّة، ومن أعلامها بشير الأعور (1909-10 يوليو 1989) قاض وإداري وسياسي لبناني.